# Mayak
Mayak（日本語転写：マヤーク または マヤック）はウクライナの人工衛星ローンチ・ヴィークル（打ち上げ機）の系列の名称である。
開発はユージュノエ設計局が担当する。製造はユージュマシュが担当する。
主エンジンは1段目用には推力が80、100、120 と 200 tのエンジンが使用され、上段には推力が8tの (RD-8, RD-809M, RD-809K)が使用される。
既存のゼニットやツィクロンや新たに配備されるミサイルシステムで使用される技術とシリーズ化された共通のロケットエンジン、制御装置、地上機材と他の構成要素を使用する。
各型式の仕様の一覧:
| 型式                        | Mayak-12          | Mayak-22          | Mayak-23          | Mayak-43          | Mayak-43-2Т       |
| --------------------------- | ----------------- | ----------------- | ----------------- | ----------------- | ----------------- |
| 全長 mm                     | 33400             | 38000             | 46375             | ~60000            | ~60000            |
| 直径 mm                     | 3000              | 3900              | 3900              | 3900              | 3900              |
| 打ち上げ時の重量(単位:トン) | 130               | 250               | 320               | 495 / 515         | 1217 / 1236       |
| 段数                        | 2                 | 2                 | 3                 | 2 / 3             | 2 / 3             |
| 推進剤                      | 液体酸素+ケロシン | 液体酸素+ケロシン | 液体酸素+ケロシン | 液体酸素+ケロシン | 液体酸素+ケロシン |